# Cavalier (électronique)

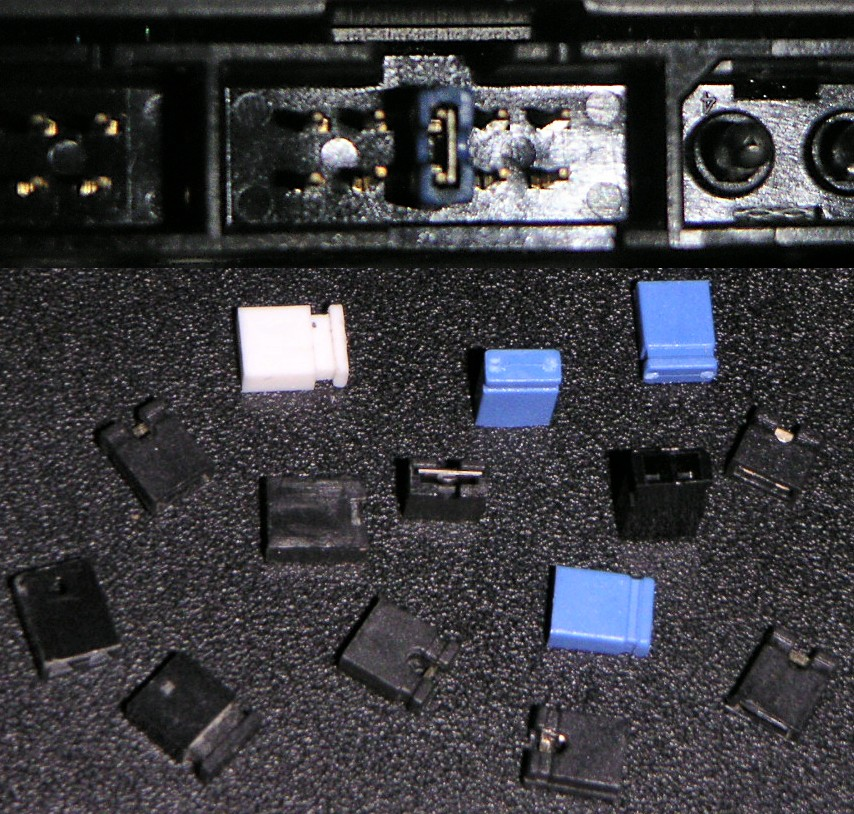
Quelques cavaliers de différentes couleurs et cavalier bleu foncé en position sur un disque dur IDE

En électronique, un cavalier ou strap (ou jumper en anglais) est un composant qui permet de relier deux broches et ainsi de faire circuler le courant entre les deux. Ces composants sont particulièrement utilisés en informatique. On peut les retrouver sur les cartes mères, les disques durs, etc. Ils permettent d'effectuer des pré-réglages ou des actions comme réinitialiser les paramètres du BIOS. On retrouve aussi ce composant dans la boîte de contrôle électronique d'une voiture.
Le cavalier est très souvent utilisé pour configurer des options sur une carte électronique, activer ou désactiver des portions de circuit.